# Окада Йосіо
Окада Йосіо (яп. 岡田 吉夫, нар. 11 серпня 1926, Хьоґо — пом. 22 червня 2002, Токіо) — японський футболіст, що грав на позиції захисника.

## Клубна кар'єра
Грав за команду Kwangaku Club, Rokko Club.

## Виступи за збірну
Дебютував 1951 року в офіційних матчах у складі національної збірної Японії. У формі головної команди країни зіграв 7 матчів.

## Статистика
Статистика виступів у національній збірній.
| Збірна Японії | Збірна Японії | Збірна Японії |
| Роки          | Ігри          | голи          |
| ------------- | ------------- | ------------- |
| 1951          | 3             | 0             |
| 1952          | 0             | 0             |
| 1953          | 0             | 0             |
| 1954          | 4             | 0             |
| Усього        | 7             | 0             |

## Титули і досягнення
- Бронзовий призер Азійських ігор: 1951